# Carroll megye (Mississippi)
Carroll megye az Amerikai Egyesült Államokban, azon belül Mississippi államban található. Megyeszékhelye Carrollton, legnagyobb városa Vaiden. Lakosainak száma 9998 fő (2020. április 1.). Carroll megye Grenada, Holmes, Leflore, Montgomery és Attala megyékkel határos.

## Népesség
A megye népességének változása:
| Lakosok száma | 10 598 | 10 481 | 10 439 | 10 385 | 10 243 | 9998 |
|               | 2010   | 2011   | 2012   | 2013   | 2015   | 2020 |